# Afrikan Petrowitsch Bogajewski
Afrikan Petrowitsch Bogajewski (russisch Африкан Петрович Богаевский; * 27. Dezember 1872jul. / 8. Januar 1873greg. in Stanitza Kamenska; † 21. Oktober 1934 in Paris) war russischer Generalleutnant und Ataman der Donarmee.

## Leben
1895–1900 besuchte Bogajewski die Generalstabsakademie Nikolaevsky und diente anschließend in St. Petersburg im Generalstab. Zwischen 1909 und 1914 war er Stabschef der 2. Garde-Kavalleriedivision (Russisches Reich). Bis zum 7. April 1917 war er Kommandeur der 1. Transbaikalischen Kosakendivision und im Sommer 1917 Kommandeur der 1. Garde-Kavalleriedivision. Im August 1917 wurde er stellvertretender Stabschef des 4. Kavalleriekorps.
Nach der Oktoberrevolution 1917 war er 1918–1919 Vorsitzender der Regierung der unabhängigen Donkosaken am Don unter General Krasnow und ging nach der Besetzung des Staates durch die Sowjetarmee ins Pariser Exil. Er starb 1934 an einem Herzinfarkt in Paris und wurde am Friedhof von Sainte-Geneviève-des-Bois beigesetzt.